# Stiftelsen Skånsk Framtid
Stiftelsen Skånsk Framtid (SSF) blev stiftet i 1989 med det formål at støtte skånsk og skånelandsk sprog, kultur og identitet i Sverige og internationalt. Stiftelsen arbejder på politisk plan for at skabe øget selvstyre for Skåneland. Stiftelsen arrangerer møder og foredrag og udgiver bøger og andre skrifter.
SSF repræsenterer siden 1993 som medlemsforening Skåneland i UNPO (Unrepresented Nations and Peoples Organisation) og siden 1991 som associeret medlem i Mindretalsunionen FUEN (Federal Union of European Nationalities), som har rådgivende status i Europarådet.
Stiftelsen støttes af Föreningen Skånelands Framtid. Foreningens danske søsterforening er Foreningen Skånsk Fremtid.

## Eksterne links
- Stiftelsen Skånsk Framtid